# Eva Lundqvist
Eva Lundqvist ist eine ehemalige schwedische Squashspielerin.

## Karriere
Eva Lundqvist war in den 1970er- und 1980er-Jahren als Squashspielerin aktiv. Mit der schwedischen Nationalmannschaft nahm sie 1979, 1981 und 1983 an der Weltmeisterschaft teil. Ihr bestes Abschneiden war der fünfte Platz im Jahr 1979.
1981 stand sie auch im Hauptfeld der Weltmeisterschaft im Einzel, kam allerdings nicht über die erste Runde hinaus. Lundqvist wurde 1982 schwedische Landesmeisterin.

## Erfolge
- Schwedische Meisterin: 1982